# Noria del Borrego
Noria del Borrego es una localidad del estado mexicano de Aguascalientes. Es parte del municipio de Asientos.

## Demografía
| Gráfica de evolución demográfica |
|                                  |

| Censo | Población |
| ----- | --------- |
| 1910  | 92        |
| 1921  | 154       |
| 1930  | 229       |
| 1940  | 136       |
| 1950  | 157       |
| 1960  | 275       |
| 1970  | 576       |
| 1980  | 622       |
| 1990  | 790       |
| 2000  | 966       |
| 2010  | 1 186     |
| 2020  | 1 555     |